# Xã Wayne, Quận Starke, Indiana
Xã Wayne (tiếng Anh: Wayne Township) là một xã thuộc quận Starke, tiểu bang Indiana, Hoa Kỳ. Năm 2010, dân số của xã này là 4.541 người.